# 스타 트랙 8 - 퍼스트 콘택트
《스타트렉 8: 퍼스트 콘택트》(Star Trek: First Contact)는 미국에서 제작된 조나단 플레이크 감독의 1996년 SF, 모험, 액션, 스릴러 영화이다. 패트릭 스튜어트 등이 주연으로 출연하였고 릭 버먼 등이 제작에 참여하였다.

## 출연

### 주연
- 패트릭 스튜어트
- 조나단 플레이크
- 브렌트 스피너
- 레버 버튼
- 마이클 돈
- 게이츠 맥파든
- 마리나 설티스
- 알프리 우다드
- 제임스 크롬웰
- 앨리스 크리지

### 조연
- 마이클 호턴
- 닐 맥도프
- 마니 맥파일
- 로버트 피카르도
- 드와이트 슐츠
- 아담 스콧
- 잭 쉐러
- 에릭 스테인버그
- 패티 야스테이크

## 기타
- 원조: 진 로든버리
- 공동제작: 피터 로리슨
- 미술: 허먼 F. 짐머맨
- 특수효과: 존 크놀
- 의상: 데보라 에버턴
- 의상: 로버트 블랙맨
- 배역: 주니 로우리-존슨
- 배역: 론 서마